# لويزا ريختر
لويزا ريختر (بالإسبانية: Luisa Richter؛ بالألمانية: Luisa Richter) هي رسامة ألمانية وفنزويلية، ولدت في 30 يونيو 1928 في بيزيغهايم في ألمانيا، وتوفيت في 29 أكتوبر 2015 في كاراكاس في فنزويلا.